# Hoover (Seehund)
Hoover (* 1971; † 25. Juli 1985 in Boston, Massachusetts) war ein Seehund, der die menschliche Stimme nachahmen konnte. Er wurde im Frühjahr 1971 als Heuler aufgefunden und von Menschen aufgezogen. Im Alter von etwa vier Monaten wurde das Tier dem New England Aquarium im Hafen von Boston übergeben. Dort entwickelte sich Hoover aufgrund seines ungewöhnlichen Sprachtalentes zu einem Publikumsliebling. Er konnte ganze Sätze formulieren und sprach dabei mit einem für Neuengland typischen Akzent der englischen Sprache. Hoover war Gegenstand mehrerer Forschungsarbeiten und zahlreicher Zeitungsartikel.

## Leben

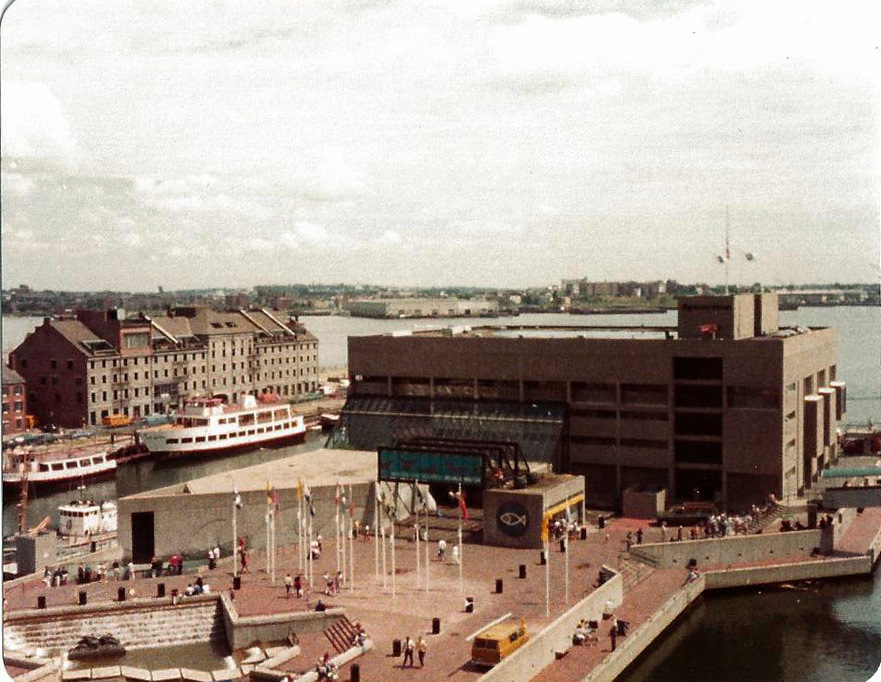
Das New England Aquarium, 1985

Am 5. Mai 1971 entdeckte der Fischer George H. Swallow an der Küste von Maine nahe der Gemeinde Cundy’s Harbor einen Seehund-Heuler. Swallow nahm das mutterlose Tier an sich und versuchte, es zunächst in der heimischen Badewanne aufzuziehen. Anfangs verweigerte das Tier die Nahrungsaufnahme, doch dann verschlang es die angebotenen Makrelen mit so einer hohen Geschwindigkeit, dass ihm in Anlehnung an die bekannte Staubsaugermarke der Name Hoover gegeben wurde. Als Hoover zu groß für die Badewanne der Swallows war, zog das Tier in den Garten der Familie um. George Swallow und seine Ehefrau Alice sprachen regelmäßig mit dem Tier und ließen Hoover frei im Haus und Garten umherlaufen. Nach einigen Wochen bemerkten die Swallows, dass Hoover ihre Ansprachen nachahmte.
Als Hoover im August zu groß für die weitere Pflege durch die Swallows war, übergaben sie das Tier dem New England Aquarium in Boston. Swallow wies die Tierpfleger darauf hin, dass Hoover sprechen könne, doch er wurde von ihnen nicht ernst genommen. In seinem neuen Zuhause fiel Hoovers besonderes Talent zunächst nicht weiter auf. Erst als Hoover die Geschlechtsreife erreicht hatte, benutzte er sein Talent, um die weiblichen Seehunde zu beeindrucken. Zunächst beschränkten sich seine Lautäußerungen auf Schreie, doch seine Geräusche wurden zunehmend menschenähnlicher. Am 11. November 1978 vermerkte ein völlig verblüffter Tierpfleger, dass der Seehund in klarem Englisch seinen Namen „Hoover“ gesagt hatte. Die am Aquarium tätigen Wissenschaftler reagierten ähnlich überrascht und untersuchten Hoovers Verhalten näher. Als sich die Menschen intensiver mit Hoover beschäftigten, begann der Seehund auch wieder mit ihnen zu kommunizieren. Phrasen wie „Hello there!“, „Get outta here!“ oder „Whaddaya doin’?“ waren klar verständlich. Die Zoologin Katherine Ralls beschrieb Hoovers Laute wie die eines Mannes mit Bostoner Akzent. Oft klang Hoover angetrunken, da die Wörter leicht lallten. Das Rätsel, wieso Hoover mit einem deutlich erkennbaren Neuengland-Akzent sprach, löste sich schnell, als die Wissenschaftlerin Kontakt zu den ehemaligen Besitzern aufnahm – der Seehund hatte die Sprache von George Swallows imitiert.
Hoover wurde in den folgenden Jahren zu einer der Hauptattraktionen des Aquariums. Anfang der 1980er Jahre erschienen mehrere Zeitschriftenartikel über ihn und er wurde unter anderem in der Fernsehsendung Good Morning America und im National Public Radio porträtiert. Als er 1985 im Alter von 14 Jahren an einer Virusinfektion im Gehirn verstarb, erschien in der Zeitung The Boston Globe sein Nachruf.
Hoover hatte sechs Nachkommen gezeugt, von denen allerdings keines das Talent geerbt hatte. Hoovers Enkel Chacoda, der ebenfalls im New England Aquarium lebt, zeigte aber schon in jungen Jahren die Fähigkeit, menschliche Laute zu erzeugen.

## Erforschung der Sprachfähigkeiten
Bevor Hoovers Verhalten von Wissenschaftlern untersucht wurde, war Imitation menschlicher Laute vor allem von Singvögeln bekannt. Darüber hinaus wurde beobachtet, dass Wale einzelne menschliche Geräusche nachahmen können. Erst nachdem Wissenschaftler auf Hoovers Fähigkeiten aufmerksam wurden, wurde in den 1980er Jahren das Sprachverhalten von Seehunden in Gefangenschaft und in freier Wildbahn näher untersucht. Heute gelten Wale und Robben neben dem Menschen als die einzigen Säugetiere, die komplexe Stimmen imitieren können. Nach Untersuchungen des Evolutionsbiologen Tecumseh Fitch sind dabei die Gehirnstrukturen und Sprechorgane der Seehunde denen der Menschen am ähnlichsten. Robben mit ähnlichen Fähigkeiten wie Hoover könnten nach Ansicht von Fitch der Ursprung des keltischen Selkie-Mythos sein.
Dass Hoovers Sprachtalent das anderer Seehunde übertraf, könnte nach Ansicht des Anthropologen Terrence Deacon auf eine Erkrankung des Gehirns zurückzuführen sein, die das Tier als Welpe erlitten hatte. Deacon wurde 1984 zufällig auf Hoover aufmerksam, als er den Seehund bei einem Spaziergang rufen hörte. Deacon hatte rund ein Jahr lang Hoovers Verhalten studiert. Seinen Beobachtungen zufolge war Hoover weniger gesprächig zur Paarungszeit, in der normalerweise männliche Seehunde lautstark um die Weibchen buhlen. Katherine Ralls hatte ebenfalls Hoovers Sprachverhalten über einen längeren Zeitraum untersucht, ihrer Ansicht nach sei dieses ein Beispiel für Mimikry. Tecumseh Fitch ist dagegen der Überzeugung, dass Hoover als Welpe seine Sprachfähigkeit in der „sensiblen Phase“ durch Prägung erlernt hatte.
Sonogramme von Hoovers Sprache zeigten, dass seine Laute im Unterschied zum Menschen kaum einen Rhythmus aufwiesen. Einzelne Wörter wurden ohne Pausen aneinandergereiht. Vokale wurden von Hoover stärker betont als Konsonanten. Zum Erzeugen der menschlich klingenden Laute streckte Hoover für gewöhnlich seinen Kopf empor. Beim Sprechen bewegten sich Lippe und Zunge nur minimal, er wirkte dadurch nach Ansicht von Deacon wie ein Bauchredner.
Am häufigsten gab Hoover die menschlichen Laute von sich, wenn er alleine im Becken des Aquariums seine Bahnen schwamm. Im Kontakt mit anderen Seehunden artikulierte sich Hoover dagegen völlig normal. Deacon interpretierte daher Hoovers Sprechen als einen Ausdruck von Langeweile. Oft reihte er Wörter und Sätze aneinander, ohne dass sie ein erkennbares Muster ergaben. Diese Laute waren dann an keine bestimmte Person gerichtet. Man müsse daher davon ausgehen, dass Hoover nicht wusste, was er sagte.